# Bagabag (Papouasie-Nouvelle-Guinée)
Pour les articles homonymes, voir Bagabag (homonymie).
Bagabag est une île de la mer de Bismarck, située dans la province de Madang en Papouasie-Nouvelle-Guinée. Elle a un volcan en sommeil.

## Géographie
Bagabag se trouve dans l'archipel Bismarck, à 43 km à l'est-nord-est du cap Crosilles et de la baie de l'Astrolabe, sur la côte nord de la Papouasie-Nouvelle-Guinée continentale. Elle est l'île la plus proche de l'île de Karkar, à 18 km au nord-ouest. L'île est approximativement de forme circulaire, avec un diamètre d'environ 7 km. Il a une superficie de 37 km².
Le site principal de la côte est la baie du Nouvel An, qui coupe le côté sud-est de l'île. D'origine volcanique, le terrain de Bagabaga se compose de pentes abruptes à végétation dense, qui s'élèvent à plus de 600 m au-dessus du niveau de la mer. Une grande partie des côtes nord, est et sud est bordée par un récif de type barrière à quelque 2 km au large ; le récif est étroit et en grande partie submergé.

## Histoire
La première mention enregistrée par les européens de l'île de Karkar a été faite par le navigateur espagnol Íñigo Ortiz de Retes, le 10 août 1545, lorsqu'à bord de la caraque San Juan, alors qu'il tentait de revenir du Tidore en Nouvelle-Espagne.

## Population et société
L'île abrite quatre villages avec une population totale d'environ 3 000 habitants.

## Économie
L'économie de l'île est centrée sur les noix de bétel, les porcs locaux et le maraichage.